# Robert Antoine
Pour les articles homonymes, voir Antoine.
Robert Antoine, né le 11 aout 1914 à Dolhain (Belgique) et décédé le 17 octobre 1981 à Calcutta (Inde), est un prêtre jésuite belge, missionnaire en Inde. Indianiste, il est professeur de littérature comparée à l’université de Jadavpur (Calcutta). Devenu citoyen indien en 1950 il est un pionnier du dialogue interreligieux. 

## Formation et études
Robert Antoine entre au noviciat des Jésuites, à Arlon (Belgique), le 23 septembre 1932. La formation spirituelle préliminaire achevée et ayant obtenu une double licence en Belgique (philologie classique et philosophie) il est envoyé comme missionnaire au Bengale (Inde). Il arrive à Calcutta en 1939.
Ses dix premières années en Inde sont consacrées à d’autres études: les langues modernes - anglais et Bengali - mais surtout une longue formation qui lui permet d’obtenir la licence en Sanskrit à l’université de Calcutta. Il est le premier jésuite à recevoir un tel ‘Masters’ de l’université. Entretemps il a également accompli le programme d’études théologiques (au théologat de Kurseong) conduisant à la prêtrise (1944-1947) : il est ordonné prêtre le 21 novembre 1946. Toute sa vie le sacerdoce restera au centre de ses nombreuses activités. En 1950 le père Antoine obtient la nationalité indienne.

## Carrière académique
Devenu un ‘sannyasin’ (un ‘sage renonçant’) il commence une carrière de professeur. Plus que professeur il est pédagogue et homme de dialogue. À partir de 1951 il enseigne le sanskrit au collège Saint-Xavier de Calcutta. Il compose en 1953 un manuel d’étude progressive de la langue, qui sera souvent réédité. 
En 1951 il s’installe avec Pierre Fallon et quelques autres jésuites dans le quartier bengali de Kalighat (pas loin du temple). Sa modeste résidence de ‘Shanti Bhavan’ (‘Maison de la paix’) devient un centre fréquenté où ont lieu de nombreux échanges intellectuels, interculturels et interreligieux.  Antoine y initie également des groupes intéressés aux langues latine et grecque, ou même française. Aux grands auditoires il préfère les séminaires plus restreints qui permettent des discussions et échanges en profondeur.  Mais Shanti Bhavan est surtout un centre de rencontres et conversations amicales, de chants et petites assemblées religieuses (avec bhajans et eucharisties).
En 1956 Antoine devient membre du nouveau département de littérature comparée de l’université de Jadavpur (située dans les faubourgs sud de Calcutta).  Il y est ‘Chargé de cours' et collabore avec Buddhadev Bose, Sudhindranath Datta et d’autres éminents littérateurs bengalis. Il a le don de faire connaître et aimer Homère et Valmiki, Virgile et Kalidasa, Dante, Racine et Valéry.  Il faisait vivre le drame personnel de Job. Un étudiant le décrit ainsi: «With his kurta, pyjamas, slippered feet and suntanned complexion, he was virtually the established guru of the Hindu Bengali youth of the Jadavpur University, and the much-esteemed guide, philosopher and friend of many orthodox and influential Hindu Bengali families» Concomitamment il enseigne la religion chrétienne et l’éthique aux facultés universitaires Saint-Xavier et au ‘Loreto College’ de Calcutta.
Comme chercheur maniant avec sureté les langues latine, grecque, bengalie et sanskrite, il publie en collaboration avec Hrishikesh Bose une traduction bengalie de l’Énéide de Virgile (1972) et des Sept tragédies thébaines d'Eschyle (1974). Dans le sens inverse il publie (1972) la version anglaise de Raghuvamsa du célèbre poète et dramaturge sanskrit, Kalidasa. 

## Études des mythes
Ce contact prolongé avec les grands classiques de la littérature sanskrite le portent à réfléchir à la portée religieuse des anciens mythes indiens qui donnent aux épopées sanskrites leur valeur supra-temporelle et dimension spirituelle.  Ainsi il publie en 1975 ‘Rama et les bardes’ une étude de la mémoire épique dans le Ramayana. Sa mort inopinée en 1981 laisse d’autres travaux à l’état de manuscrits, ainsi une étude sur la technique de composition orale du Ramayana.

## Dans le domaine religieux
Dans le domaine plus directement religieux le père Antoine contribue plusieurs essais au livre (plusieurs fois réédité de 1964 à 1997)  ‘Religious Hinduism’, une introduction à l’hindouisme moderne, publiée par Josef Neuner et Richard De Smet. Sans parler – une activité moins connue – des nombreux chants liturgiques qu’il compose en langue bengalie. On lui attribue généralement la mise en musique de l’hymne sanskrit Vande Saccidananda' (Salut, ô Sainte Trinité) composé par Brahmabandhav Upadhyay et populaire dans les célébrations liturgiques chrétiennes.
En 1981, lors d’une visite en Belgique, il lui est révélé qu’il est atteint d’un cancer du foie déjà avancé. Il choisit de taire sa maladie pour qu'on ne l'empêche pas de rentrer à Calcutta, sa ville d’adoption, où il meurt le 17 octobre 1981. Il est enterré au cimetière de Sealdah.

## Écrits
Outre de nombreux articles écrits pour des revues spécialisées (particulièrement pour le Jadavpur Journal of Comparative Literature) Robert Antoine publia :
- Where we all meet
- A Sanskrit Manual for High Schools, Ranchi: Catholic Press (Part I, en 2 vols), , Calcutta: St. Xavier's College (Part II), 1953-1954, plusieurs rééditions en 2 vols, Calcutta: St. Xavier's College.
- The Mahābhārata, dans Religious Hinduism: A Presentation and Appraisal. 3e édition, (R. De Smet and J. Neuner), Allahabad: St Paul Publications, 1968, pp.215-224. Traduit en français dans : La quête de l'Eternel; approches chrétiennes de l'hindouisme,  coll. 'Museum Lessianum', N°48, Louvain, Desclée de Brouwer, 1967.
- “Nineteenth Century Reform Movements, dans Religious Hinduism: A Presentation and Appraisal, 3e édition (Ed. R. De Smet and J. Neuner), Allahabad: St Paul Publications, 1968, pp.276-286.
- The Present Situation [en collaboration avec Pierre Fallon], dans Religious Hinduism: A Presentation and Appraisal, 3e édition (Ed. R. De Smet et J. Neuner), Allahabad: St Paul Publications, 1968, pp.308-320. Traduit en français dans : La quête de l'Eternel; approches chrétiennes de l'hindouisme,  coll. 'Museum Lessianum', N°48, Louvain, Desclée de Brouwer, 1967.
- Introduction to Upanisads (monographie), Pune: Papal Seminary, 1965.
- The Mystery of Man, Calcutta: Xavier Publication, 1967.
- Virgil’s Aeneid (traduit en bengali), Calcutta: Jadavpur University, 1972.
- Kalidasa’s Raghuvamsa (traduit en anglais), Calcutta: Writer’s Workshop, 1972.
- Seven Theban Tragedies (traduit du grec en bengali), Calcutta: Jadavpur University, 1974.
- Rama and the Bards: Epic Memory in the Ramayana, Calcutta: Writer’s Workshop, 1975.

Pionnier du renouveau liturgique en Bengali (après le concile Vatican II), il composa un Bengali Hymn Book et une Liturgie de la semaine sainte.